# دائرة بانيت
دائرة بانيت هي إحدى الدوائر الثلاث في الإدارة الجنوب شرقية في هايتي، يبلغ عدد سكانها 166,890 في إحصائيات أغسطس 2003، تتبعها بلديتان، ورمزها البريدي يبدأ بالرقم 92.